# 沃茲內森斯凱 (布羅瓦雷區)

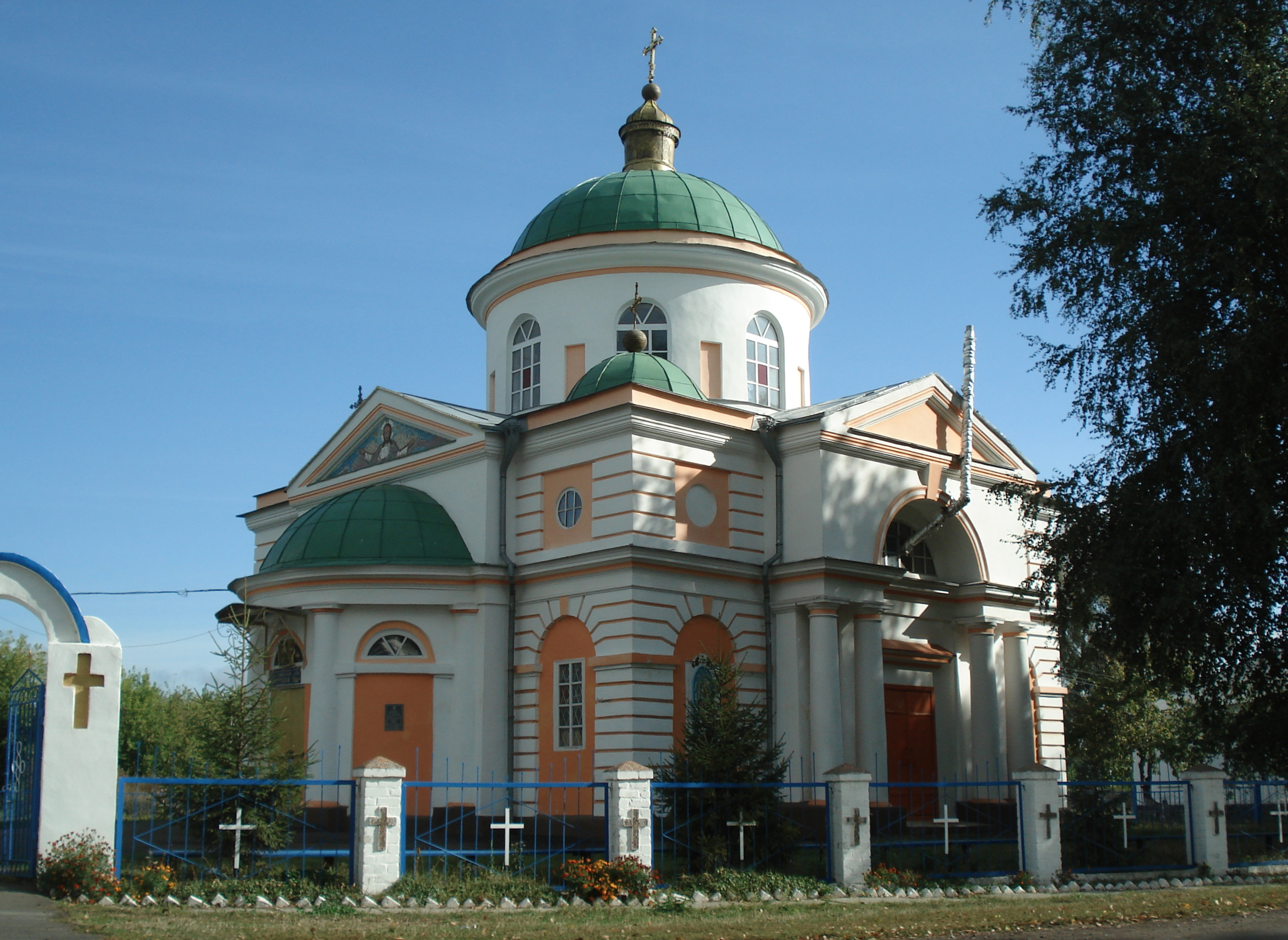

50°24′53″N 32°2′11″E / 50.41472°N 32.03639°E
沃茲內森斯凱（烏克蘭語：Вознесенське）是位於烏克蘭北部的村莊，由基辅州布羅瓦雷區的茲胡里夫卡市鎮負責管轄。該村始建於1720年，面積243.8平方公里，海拔高度125米，2001年人口485，人口密度每平方公里209.6人。